# Cranger Kirche

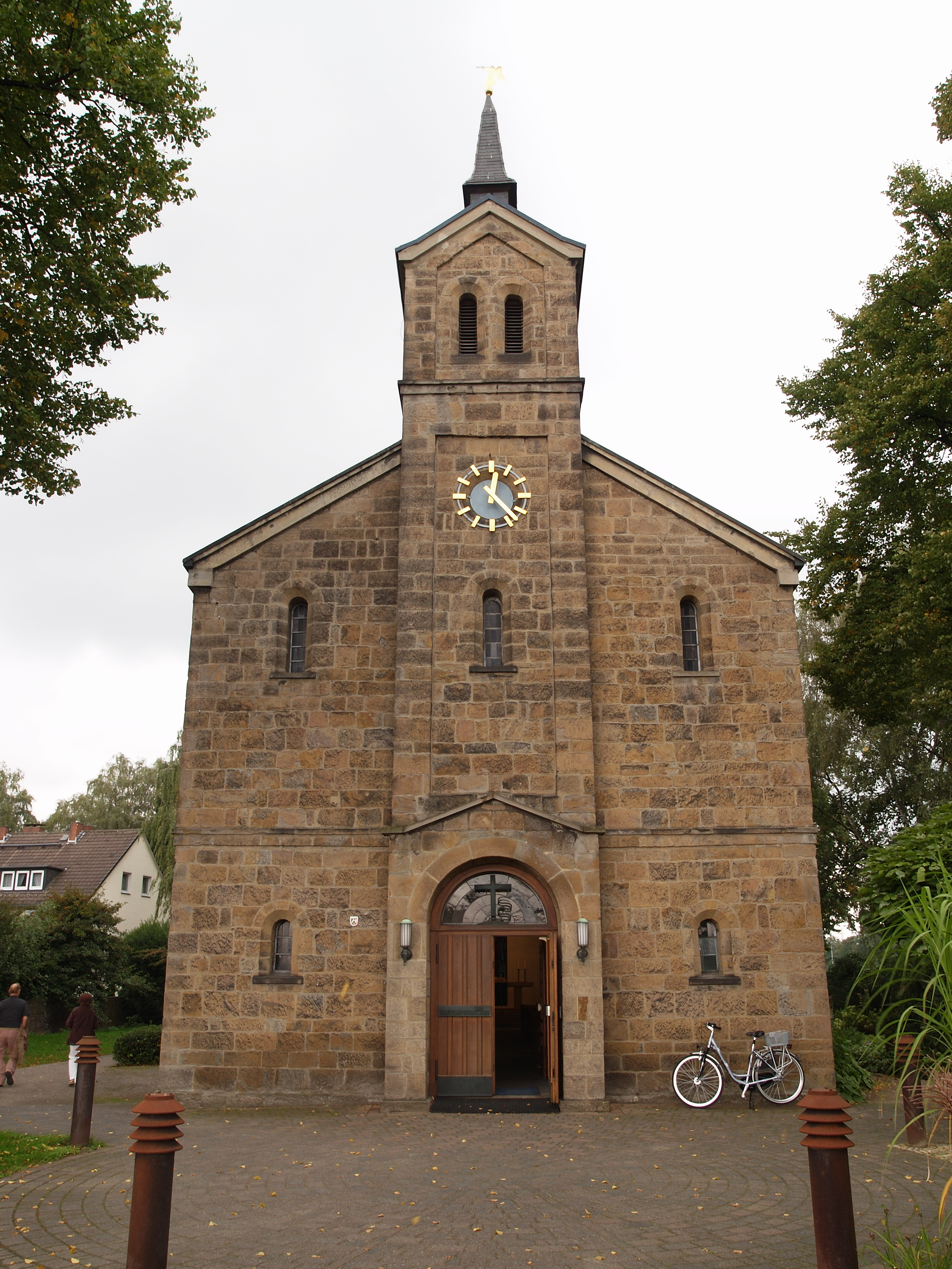
Die Cranger Kirche

Die Cranger Kirche in Herne-Crange ist das älteste Gotteshaus im ehemaligen Wanne-Eickel und Gottesdienststätte der Evangelischen Kirchengemeinde Wanne-Eickel, Bezirk Crange.

## Die alte Cranger Laurentiuskapelle
1441 erhielt der Lehnsherr auf Haus Crange, Derick van Eykel, die päpstliche Genehmigung, 50 Meter nördlich von Haus Crange eine Kapelle zu bauen. Am Laurentiustag, dem 10. August 1449, wurde die Schlosskapelle, durch den Erzbischof von Köln 
Dietrich von Moers dem heiligen Laurentius geweiht. Der aus dem Hause Crange stammende tragbare Altar wurde in die neue Kapelle getragen und dort dem heiligen Antonius geweiht.
Darauf wurde jährlich am Laurentiustag im Dorf Crange ein Kirchweihfest gefeiert, das in Verbindung mit einem großen Pferdemarkt der Ausgangspunkt der heute überregional bekannten Cranger Kirmes war.
Zu dem ursprünglichen Tragaltar ist im 15. oder 16. Jahrhundert ein Triptychon, ein dreiteiliges Altarbild, hinzugekommen. Dieses stellte die Leidensgeschichte Christi dar. Die beiden Seitenbilder des Triptychons waren sowohl auf der Vorder- als auch auf der Rückseite bemalt und stellten Antonius und Laurentius dar. Das Laurentius-Bild befindet sich heute im Schloss Ahausen; das Heimatmuseum Unser Fritz in Wanne-Eickel besitzt eine Farbkopie des Bildes in Originalgröße. Spätestens seit dem Jahr 1577, das allgemein als "Gründungsjahr" der Evangelischen Kirchengemeinde Crange angesehen wird, fanden in der Laurentiuskapelle evangelische Gottesdienste statt. Am 6. März 1846 wurde die Kapelle wegen Einsturzgefahr geschlossen und wurde Jahre später
erst abgetragen.

## Geschichte

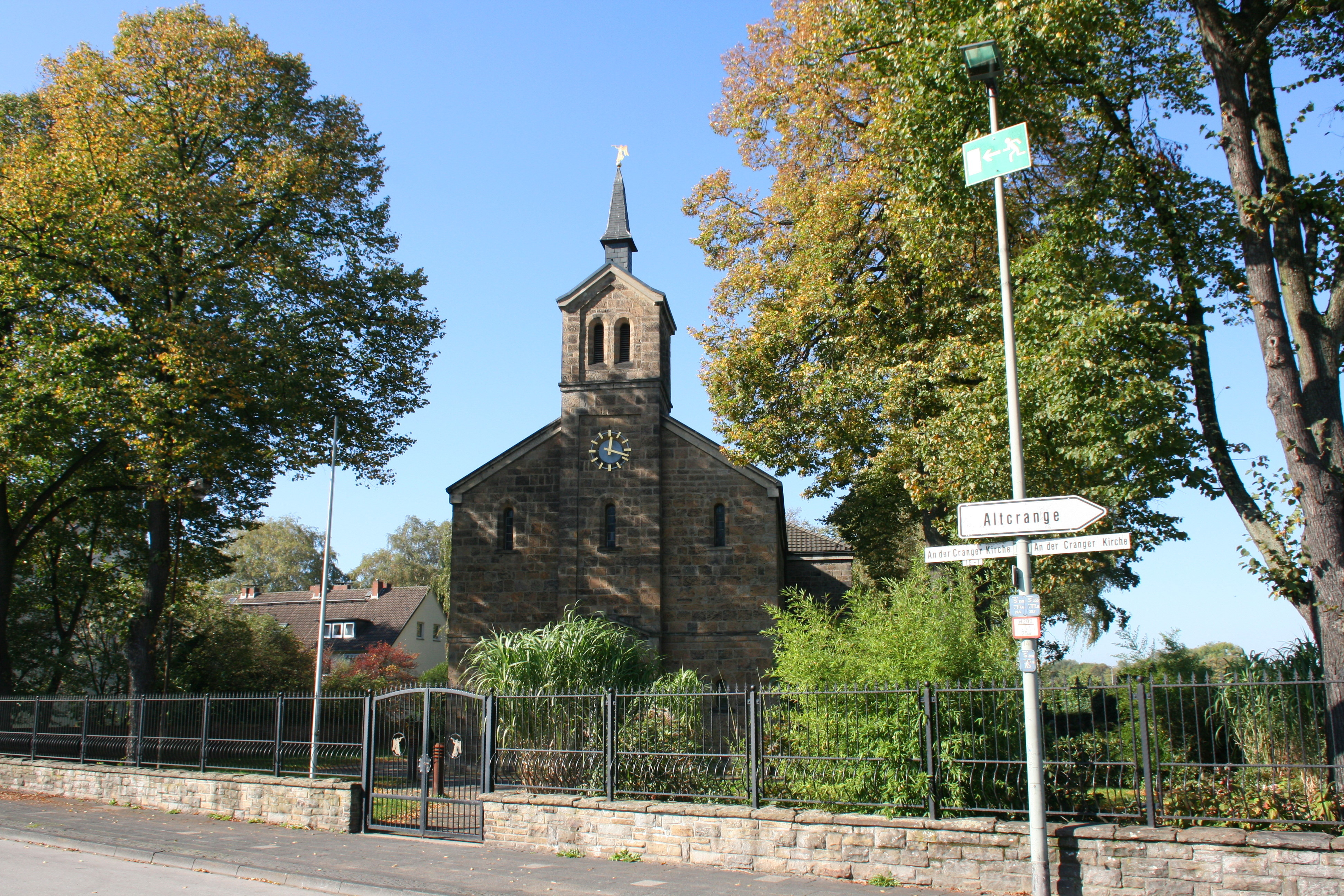
Blick von der Straße aus

### Baugeschichte
Ein Neubau am bisherigen Standort war nicht möglich, da sich das Grundstück angesichts der Bevölkerungsentwicklung im Ruhrgebiet als zu klein erwies. Pfarrer Wilhelm Meißner gelang es, durch Tausch mit der Gutsherrschaft ein geeignetes Grundstück zu erwerben. Bedingt durch die Revolution von 1848 und dadurch fehlender finanzieller Mittel konnte die Grundsteinlegung der neuen Cranger Kirche erst am 28. August 1852 erfolgen. Eingeweiht wurde die Kirche am 8. November 1854 durch den Generalsuperintendenten Franz Friedrich Graeber. Der Bau kostete 4.246 Reichstaler, 12 Silbergroschen und 7 Pfennig. Für 131 Taler und 25 Silbergroschen wurde eine Kirchturmuhr bestellt.
Die Cranger Kirche hat eine klappsymmetrisch angelegte klassizistische Fassade. Der Glockenturm ist risselartig aus der Gebäudefront hervorgehoben. Statt eines Wetterhahns befindet sich ein im Zuge des Erweiterungsbaus 1936 angebrachter Posaunenengel auf der Turmspitze.

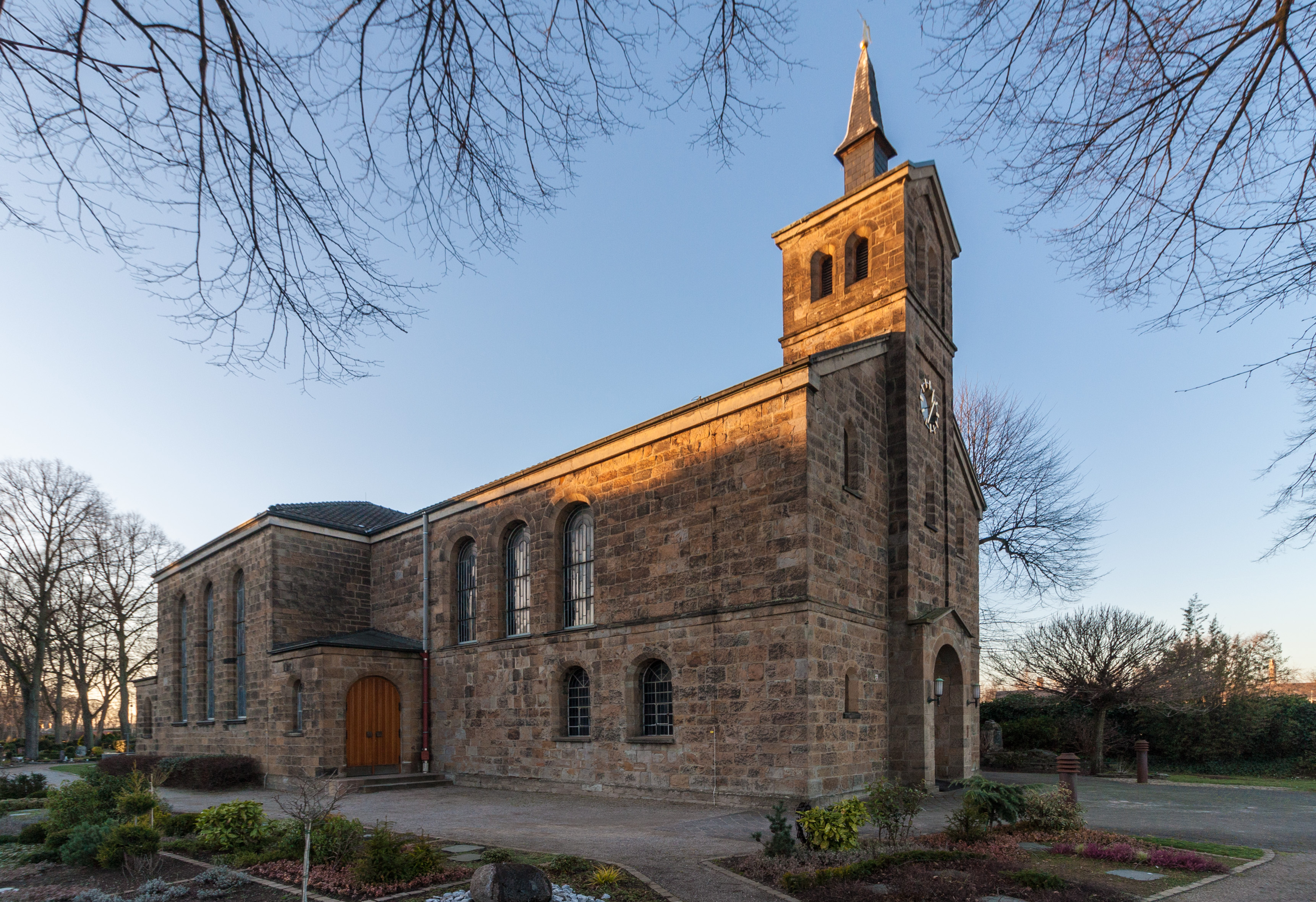

Um die Kirche herum entstand ein neuer Friedhof. Das erste Begräbnis fand dort am 24. August 1854 statt. Durch die stetig steigenden Bevölkerungszahlen wurde die Cranger Kirche zu klein, sodass 1898 der Bau einer Empore mit 100 zusätzlichen Sitzplätzen fertiggestellt wurde.
Im Jahre 1936 wurde das Gebäude auf Initiative von Pfarrer Gustav Adolf Brenne nach Plänen des Berliner Architekten Hans Krebs auf die heutige Größe erweitert. Die Kirche hat nun von ihrem Grundriss her die Form eines Kreuzes – einer in der Kirche mehrfach wiederkehrenden Form.
Am 28. März 1988 wurde die Kirche als Baudenkmal Nr. 32 in die Denkmalliste der Stadt Herne eingetragen.

### Ausstattung

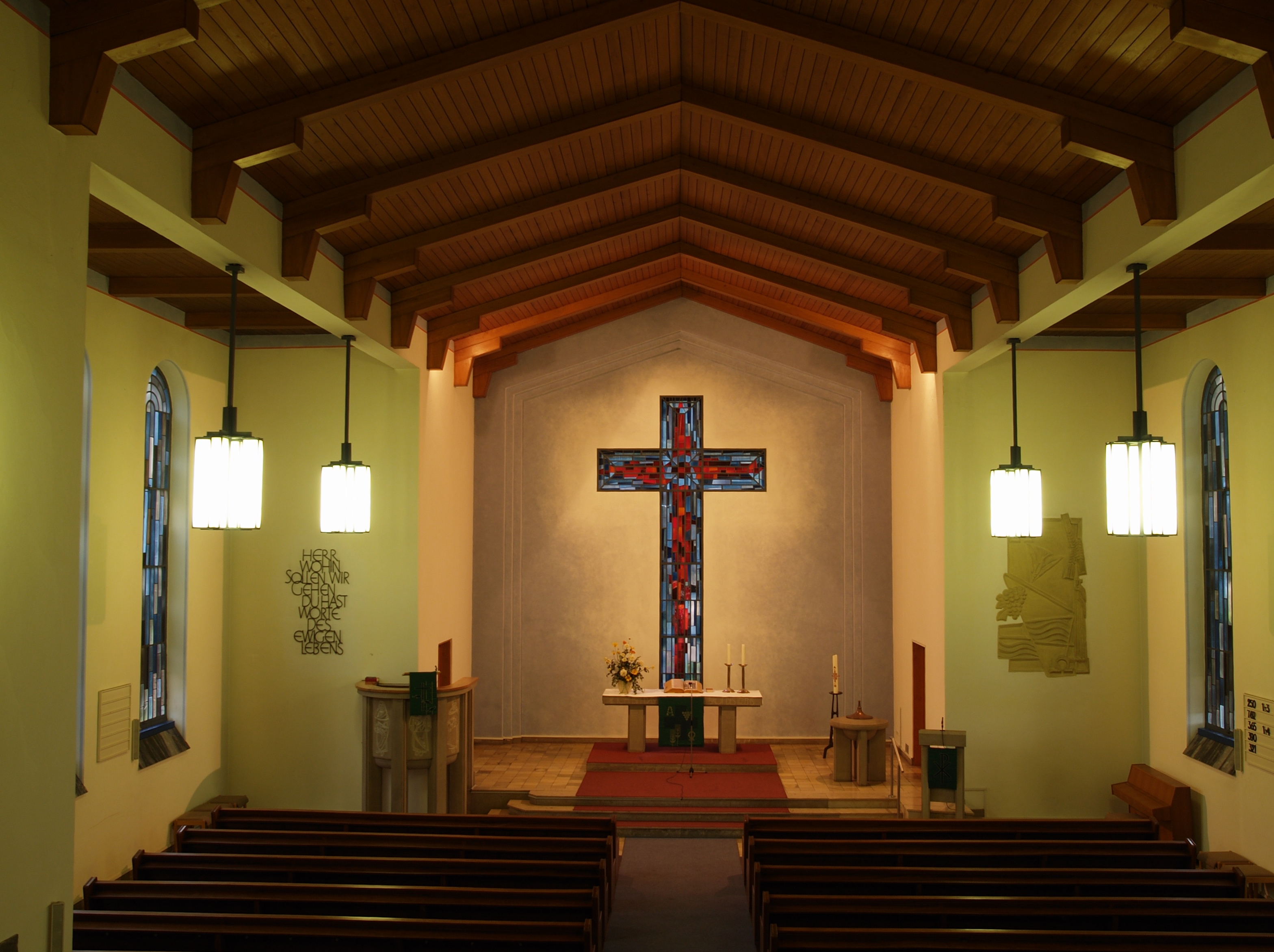
Innenansicht

Im Zuge des Ersten Weltkrieges wurde die größere der beiden Bronzeglocken eingeschmolzen. Nach dem Krieg wurden 1922 als Ersatz zwei Stahlglocken beim Bochumer Verein mit den Tönen d'' und fis'' gekauft, die durch den Verkauf der übrig gebliebenen Bronzeglocke finanziert werden konnten. 1952 kam eine dritte Gussstahlglocke in c'' hinzu, ebenfalls vom Bochumer Verein gegossen.
Im Anschluss an die Erweiterung der Kirche von 1936 wurde zunächst ein Taufstein errichtet. Anlässlich seines 25-jährigen Dienstjubiläums erhielt ihn Pfarrer Brenne 1947 als Geschenk vom Männerdienst. Der Taufstein aus Thüster Kalkstein bildete aber nur für kurze Zeit ein herausragendes Element im Altarraum, denn auf Wunsch der Gemeinde wurde bereits ein Jahr später die Kanzel in passender Weise hergerichtet. Mit der Erneuerung des Altars wurde die Umgestaltung des Altarraumes schließlich auch noch im Jahr 1948 beendet.
In den 1960er Jahren wurde die Cranger Kirche generalüberholt und erhielt eine Warmluftheizung, eine neue Orgel und neue Sitzbänke.

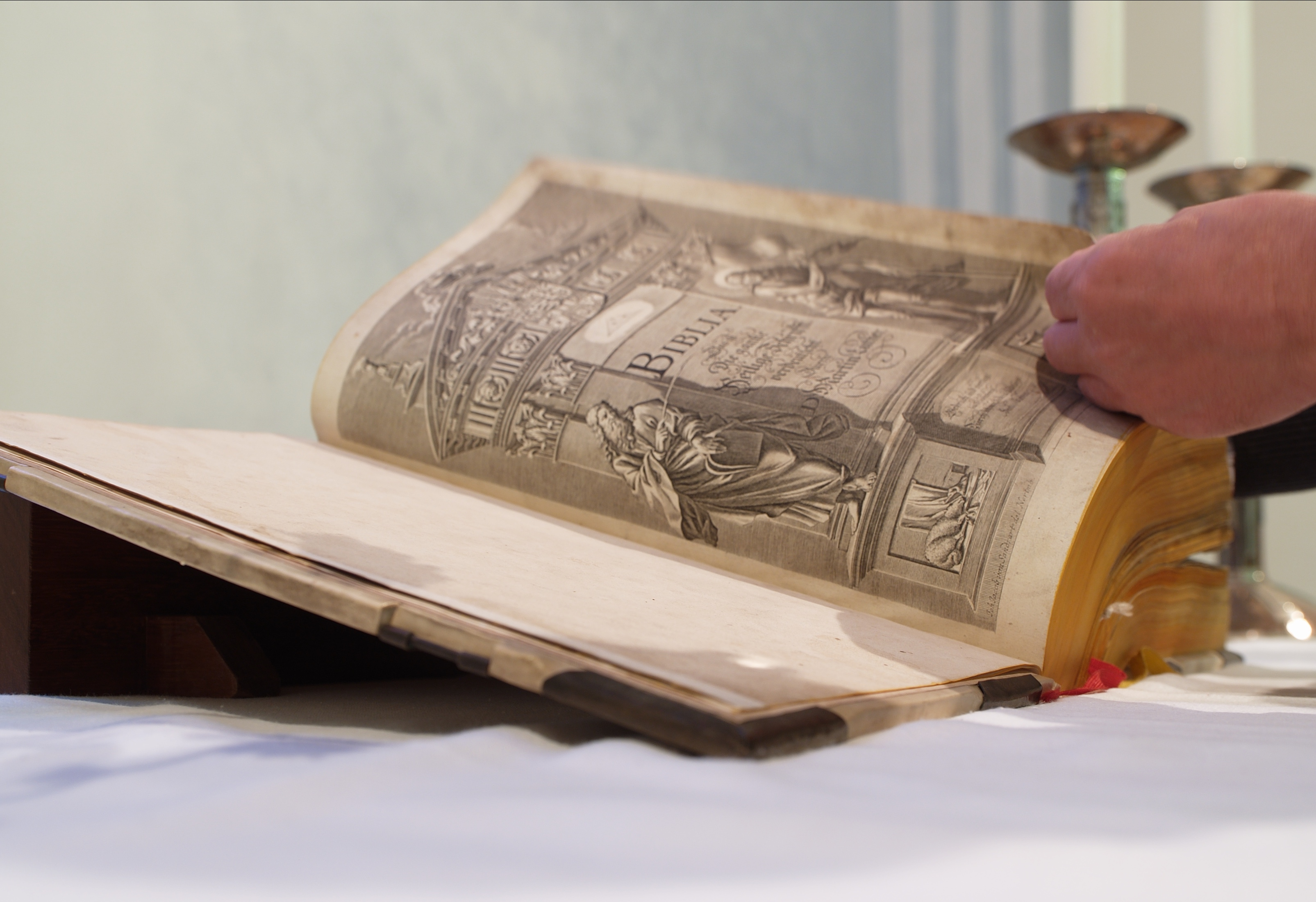
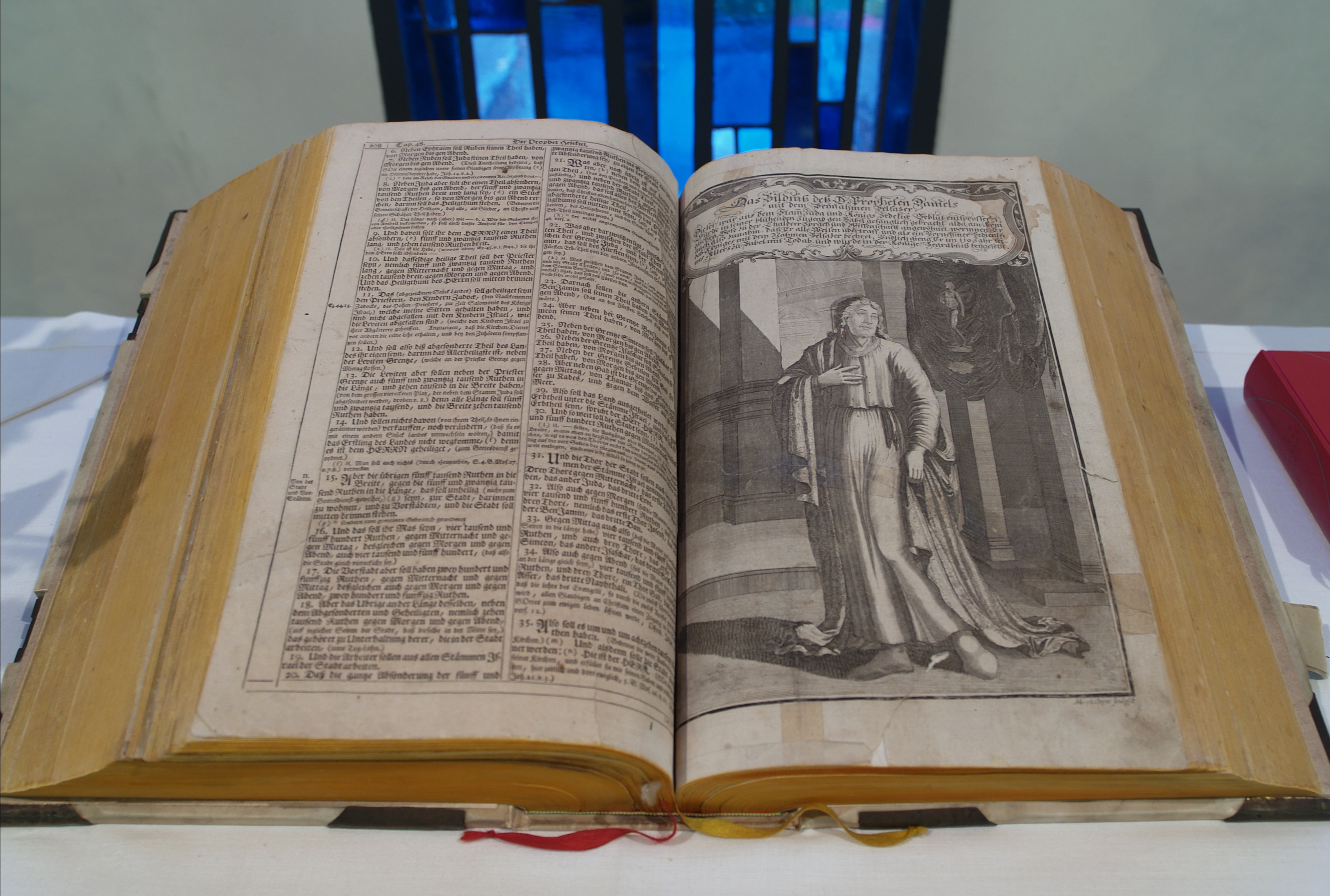

1962 schuf die Wanne-Eickeler Künstlerin Kriemhild Flake alle 17 Bleiglasfenster für die Cranger Kirche. Ein wandfüllendes Glasfenster in Kreuzform an der Stirnwand der Kirche hinter dem Altar ist auch vom Friedhof her sichtbar.
Die heute auf der Kanzel zu sehenden vier Evangelisten wurden 1984 vom Wanne-Eickeler Bildhauer Edmund Schuitz in die bis dahin kahlen Flächen gehauen. Danach erstellte er auch das auf der rechten Altarseite befindliche Sgraffito.
Die wertvolle Altarbibel, ein etwa 20 Kilogramm schweres im Jahr 1736 in Nürnberg gedrucktes Unikat, befand sich seit 1826 in Crange. Die Bibel war mit Messingbeschlägen versehen und ins Schweinsleder gebunden. Sie wurde im Zeitraum zwischen Sonntag, dem 24. November, 18 Uhr, und Mittwoch, dem 27. November 2013, 7.10 Uhr bei einem Einbruch gestohlen.

## Heutige Nutzung

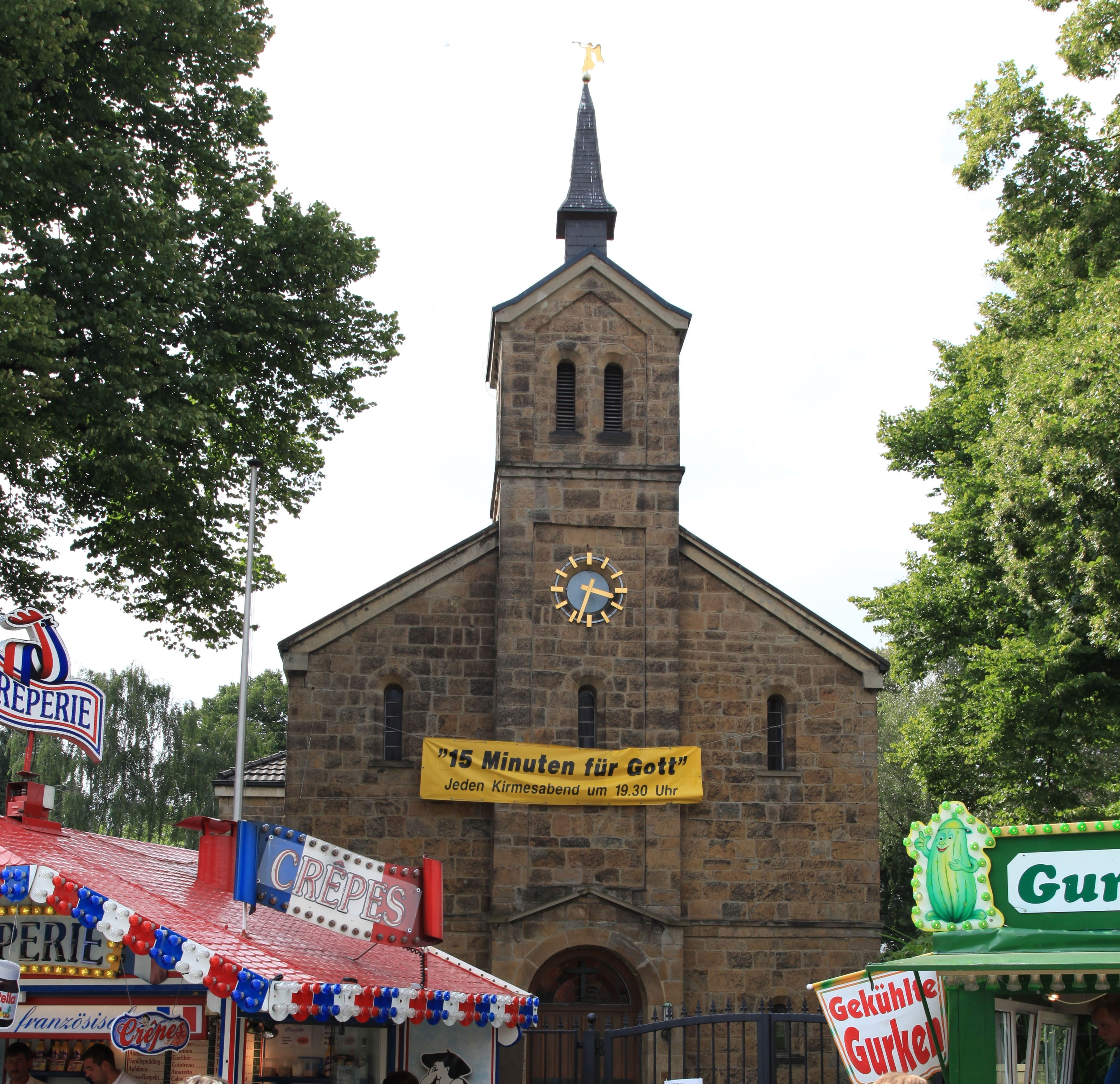
Kirche während der Kirmes 2012
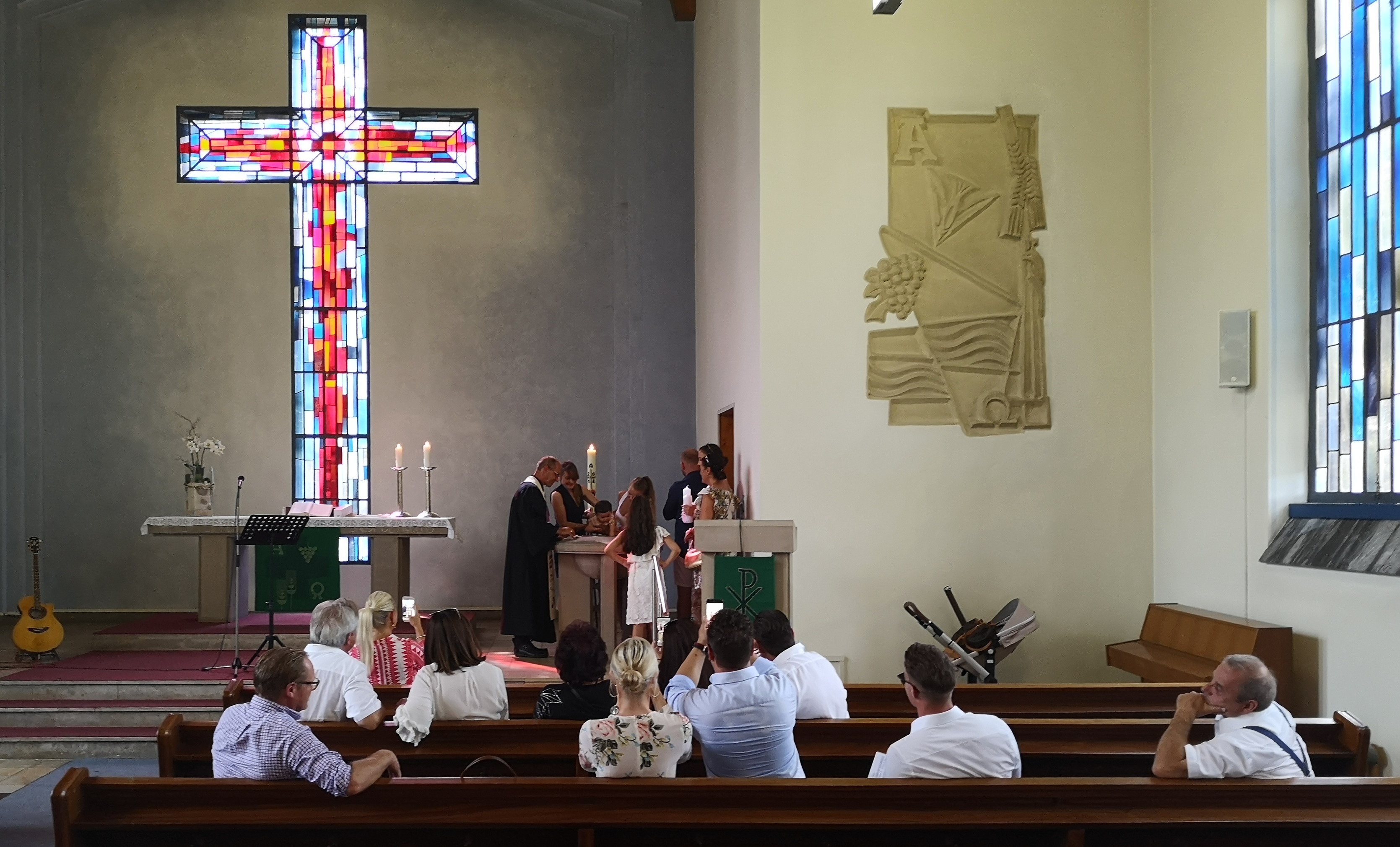
Kirmestaufe

Die Cranger Kirche ist neben der Lutherkirche in Wanne-Nord Gottesdienststätte der Evangelischen Kirchengemeinde Wanne-Eickel, Bezirk Crange. Da die Kirche am Cranger Friedhof liegt, wird sie auch als Trauerhalle genutzt. Neben den Gemeindegottesdiensten am Samstag, Taufen und Trauungen finden seit Jahrzehnten während der Cranger Kirmes um 19.30 Uhr unter dem Motto 15 Minuten für Gott ökumenische Kirmesandachten statt. Katholische und evangelische Geistliche aus Herne und Wanne-Eickel wechseln sich bei der Gestaltung ab. Vereinzelt finden auch Konzerte in der Kirche statt, wie die des Gospelprojekt-Ruhr im Oktober 2016 und 2017.

## Friedhof

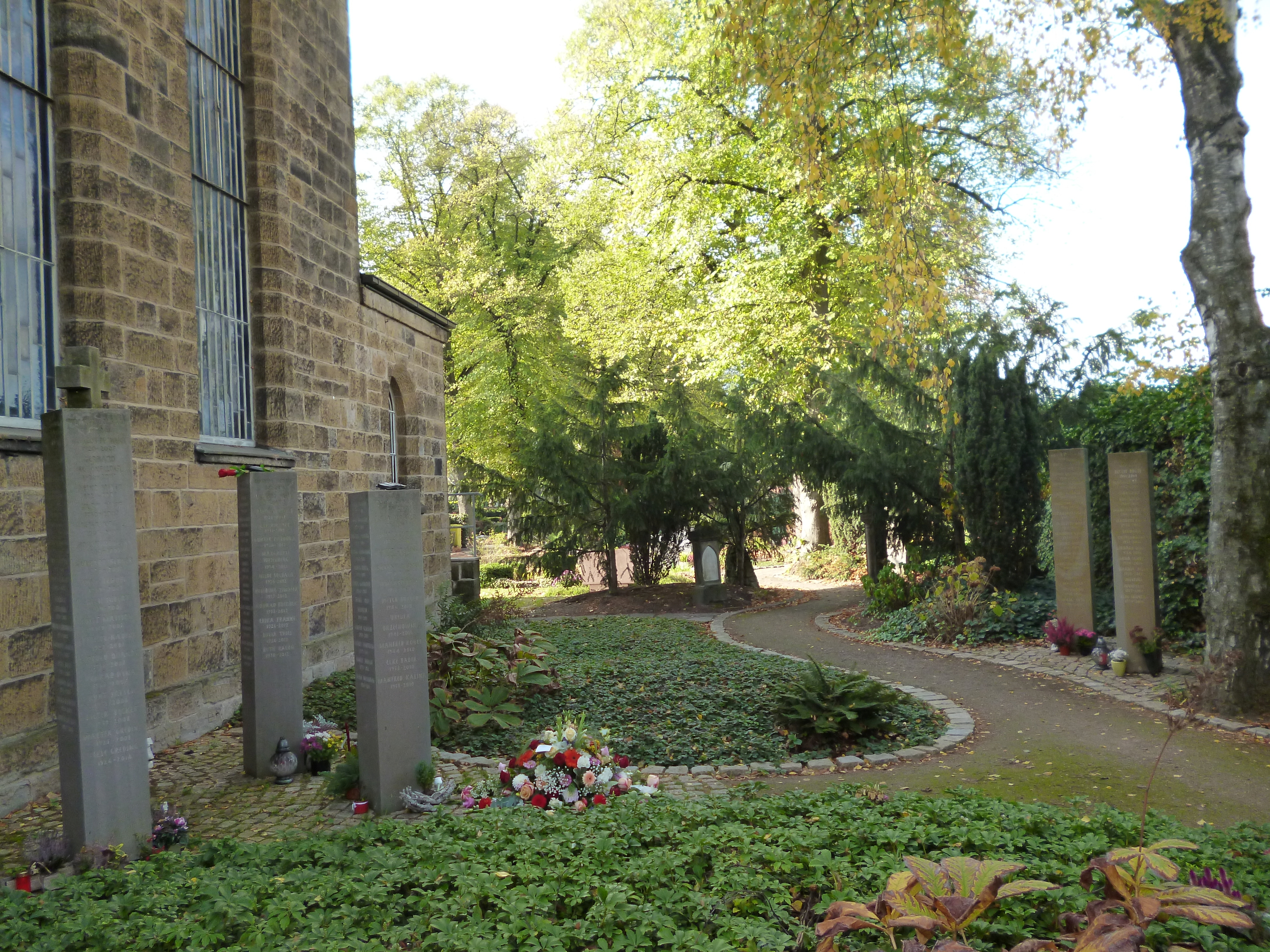
Grabstelen rechts der Kirche
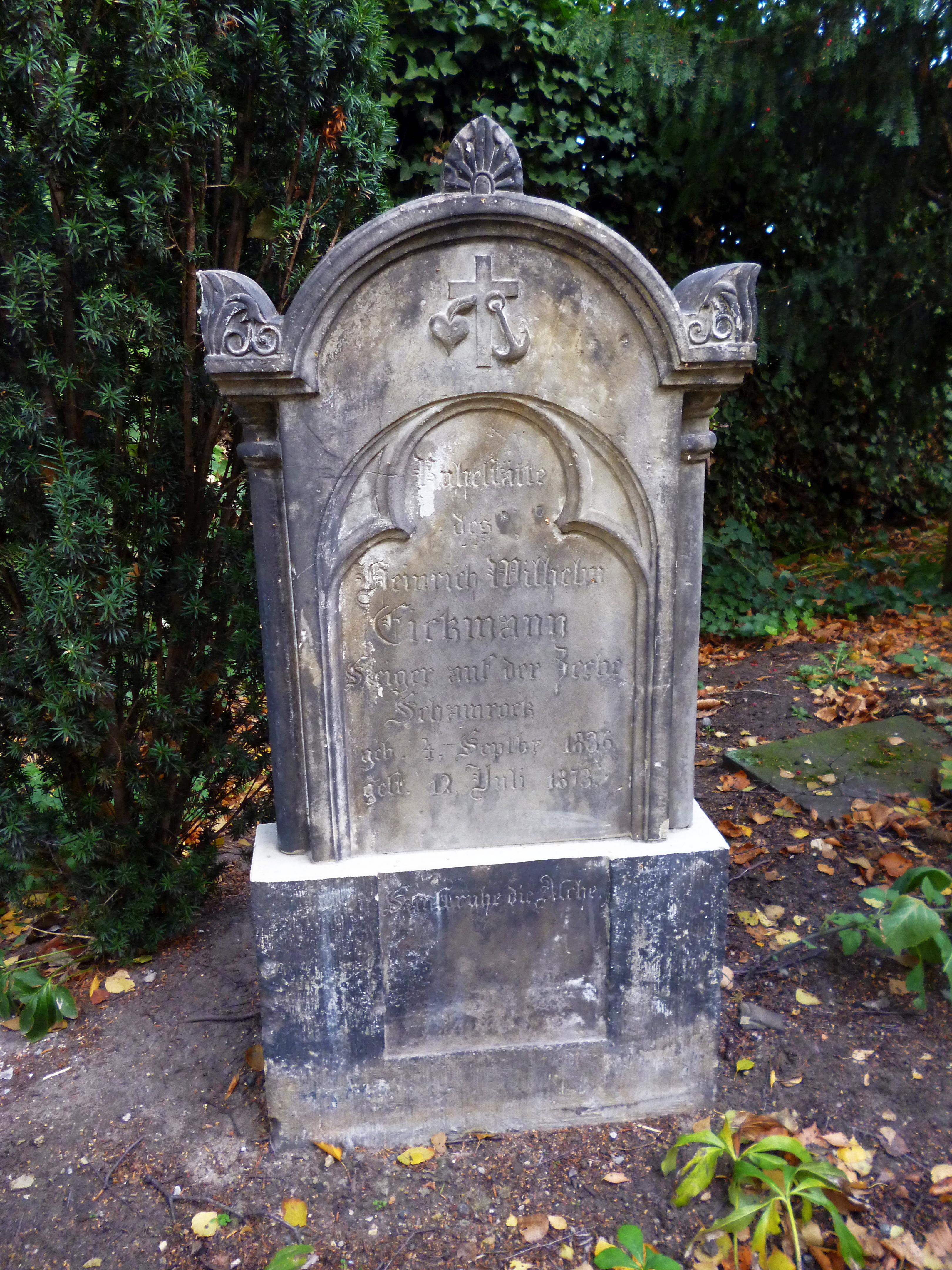
Grabstein von 1873
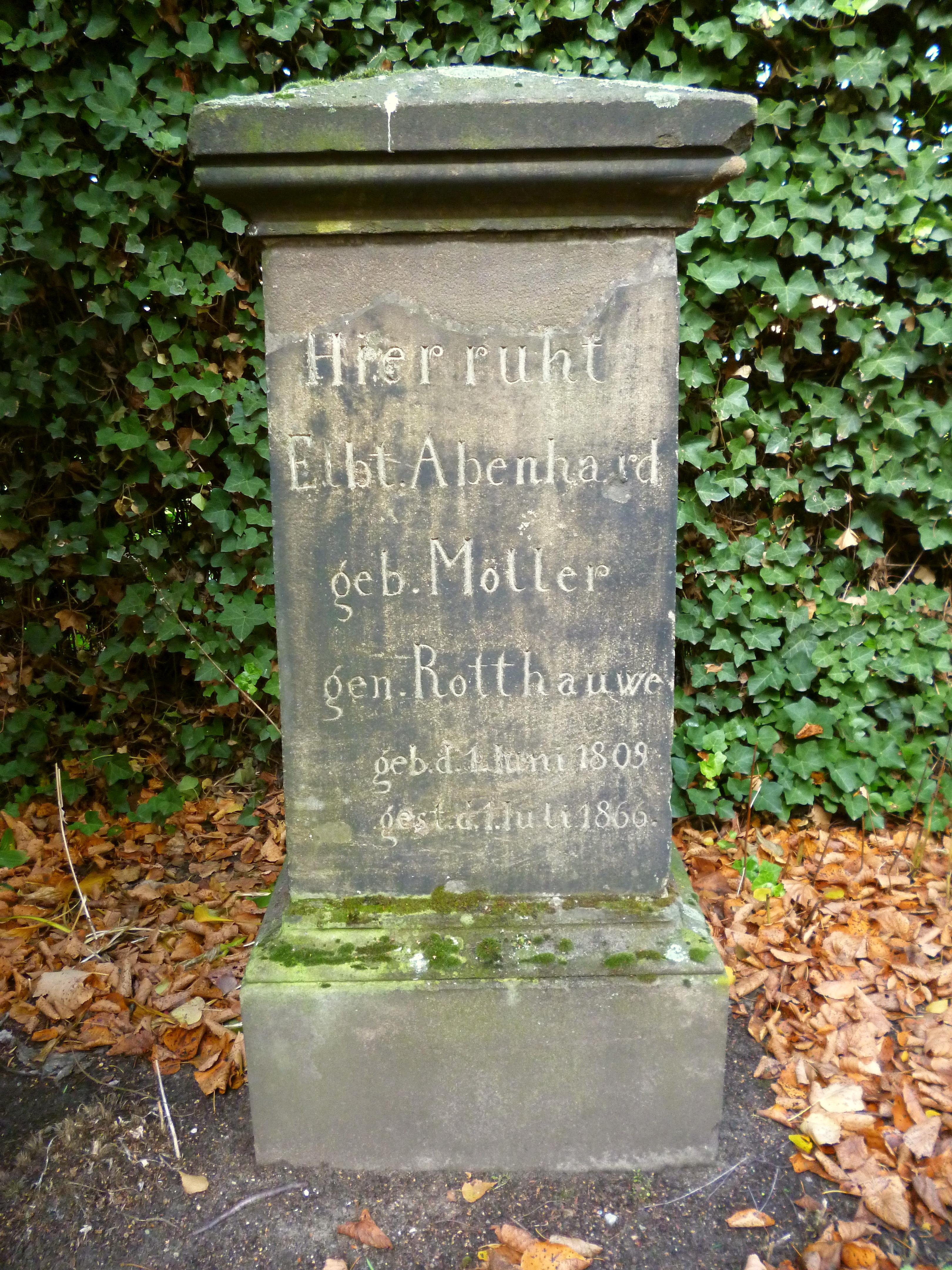
Grabstein von 1866
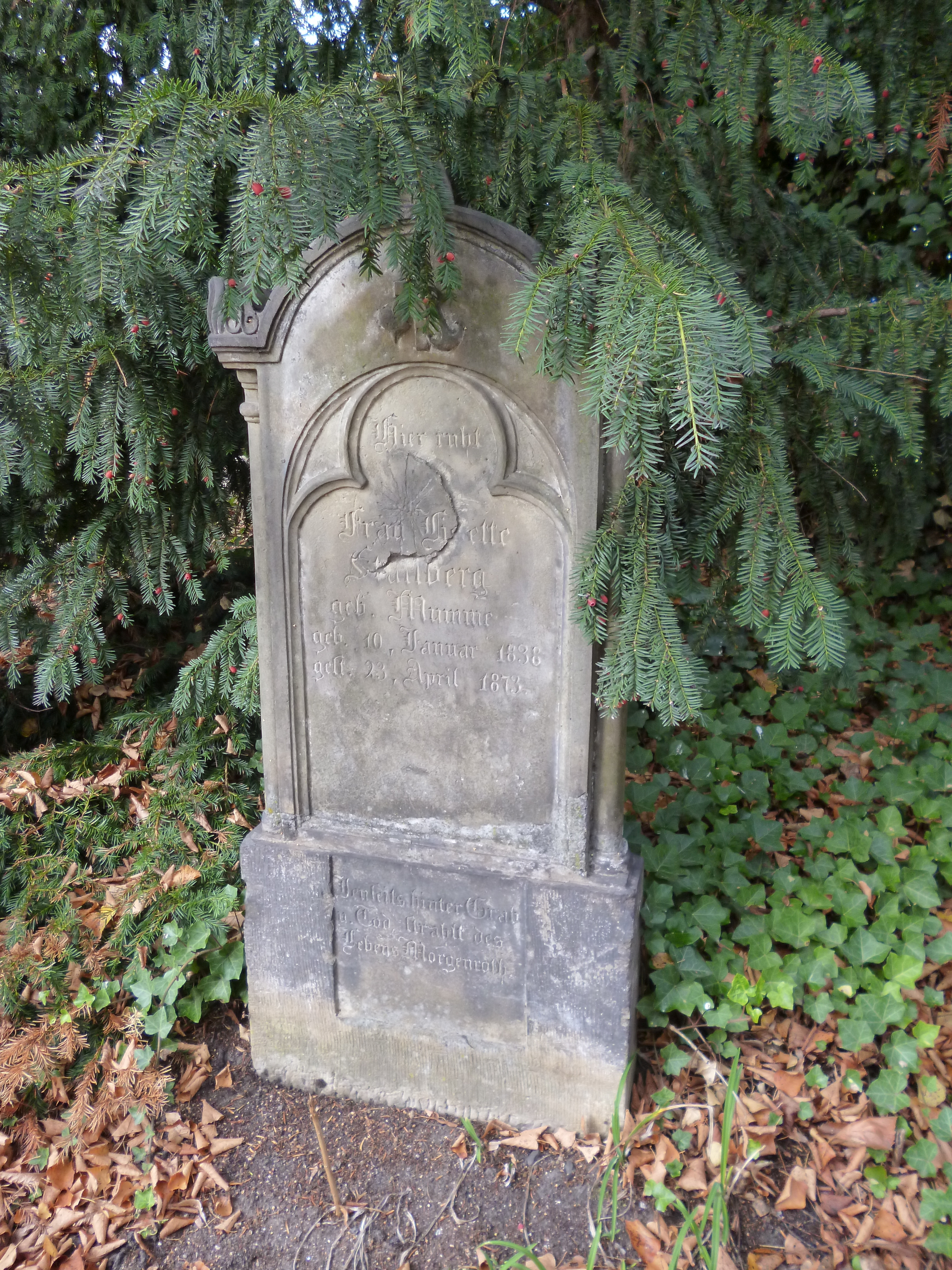
Grabstein von 1873

Die Grabsteine ziehen sich bereits vom Eingang des Kirchhofs aus rechts neben der Kirche entlang. Dort finden sich noch Steine aus den 1850er bis 1870er Jahren.
Der Friedhof wird seit 1854 belegt. In den 1920er Jahren wurde er in Richtung der Dorstener Straße erweitert und erhielt dort zwei weitere Zugänge. Er umfasst auf einer Fläche von rd. 1,4 ha etwa 2.000 Grabstellen. Jährlich finden ca. 90 Bestattungen statt.
Im hinteren Teil des Friedhofs befindet sich eine moderne Aufbahrungshalle mit drei Abschiedsräumen. Das 2016 erstellte halbkreisförmig davor liegende Kolumbarium wurde 2017 und 2018 erweitert.
Auf dem Friedhof wurden 14 deutsche Kriegstote des Zweiten Weltkriegs beigesetzt: ein Soldat, drei Zivilistinnen, sieben Zivilisten sowie drei Kinder. 2018 wurde auf dem Friedhofsgelände auf der linken Seite der Kirche das deutschlandweit erste Grabfeld mit 14 Erdbestattungs-Grabstellen für je zwei Särge und 15 Urnengräbern für Verstorbene aus Schaustellerfamilien festgelegt.

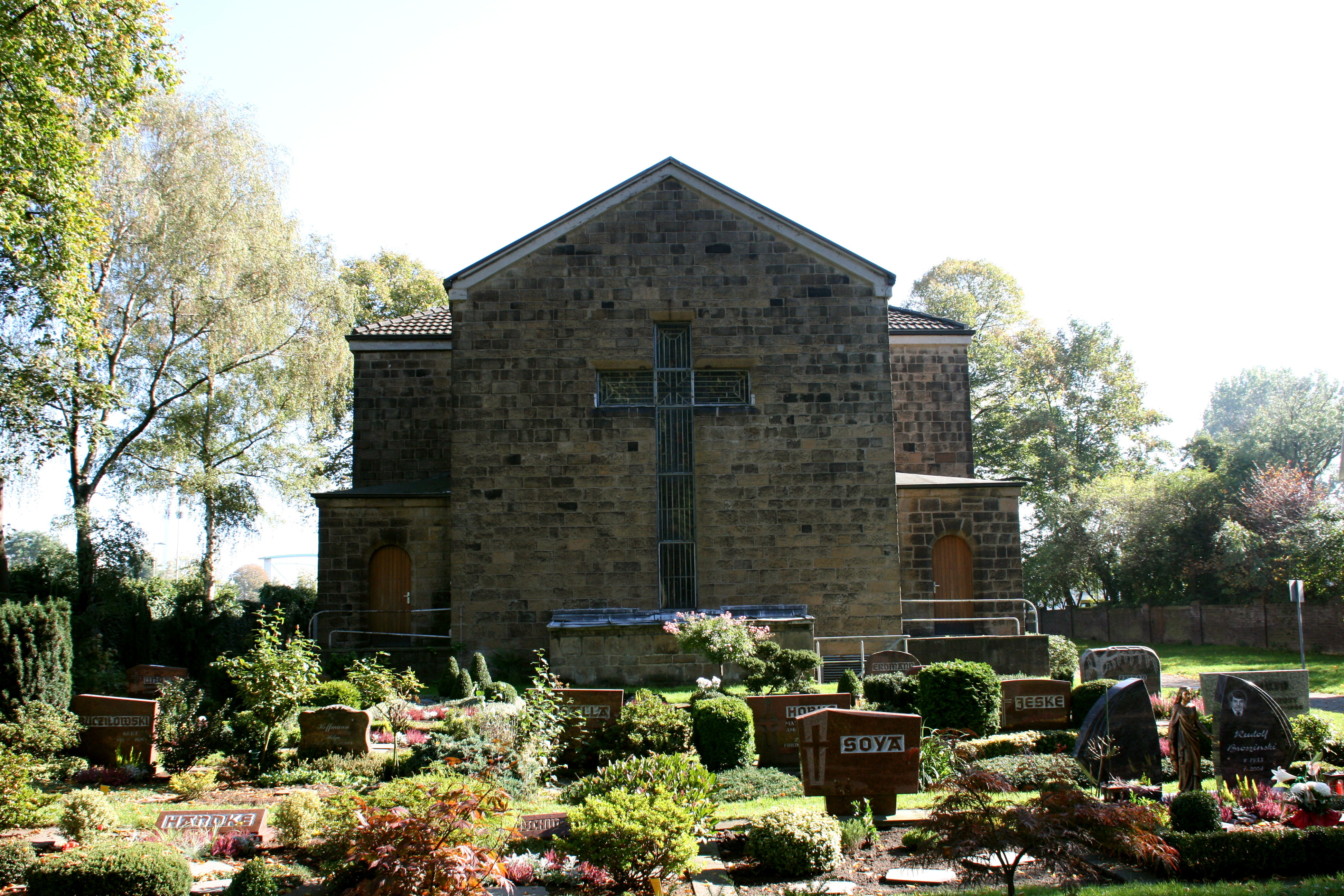
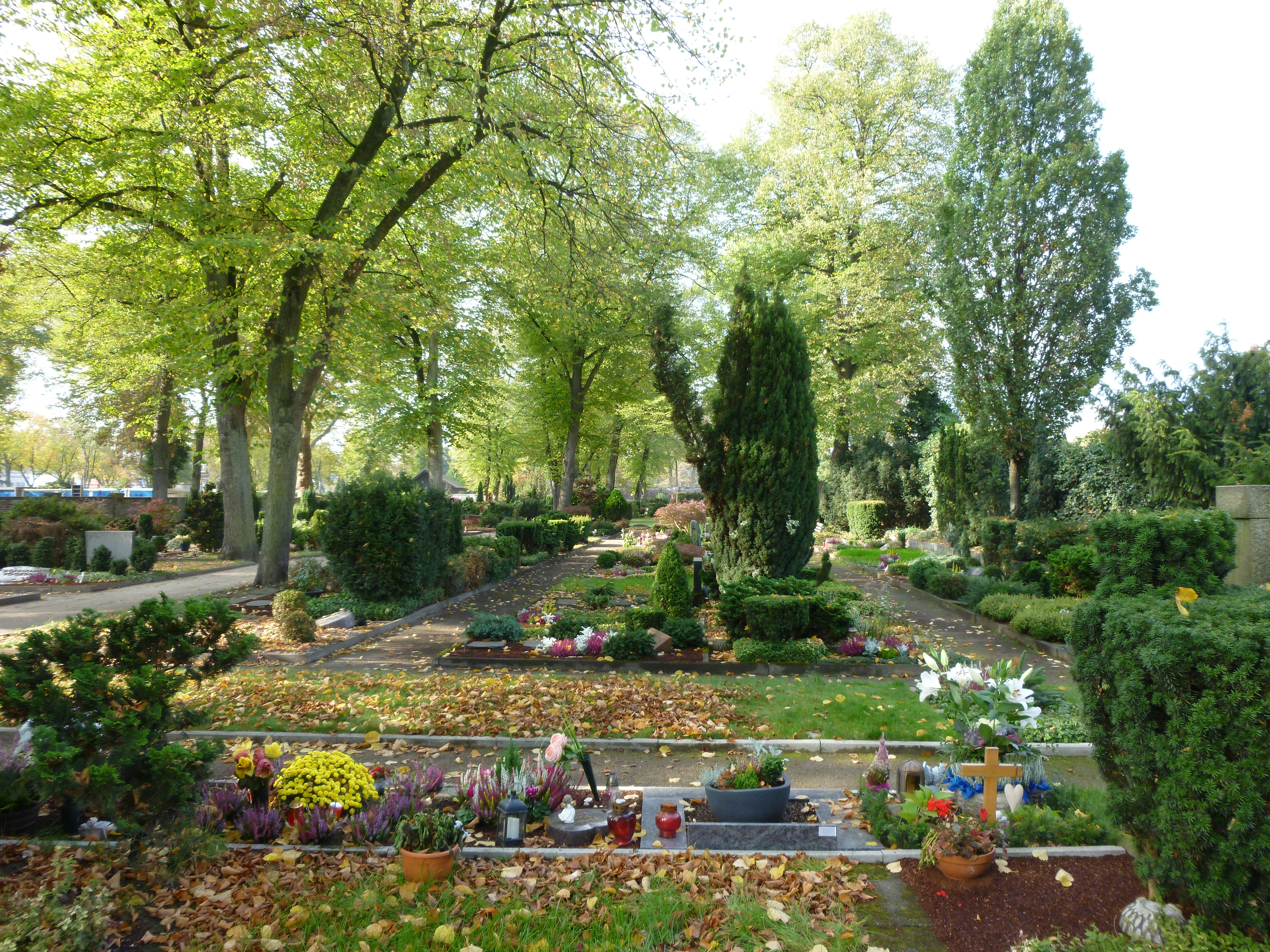
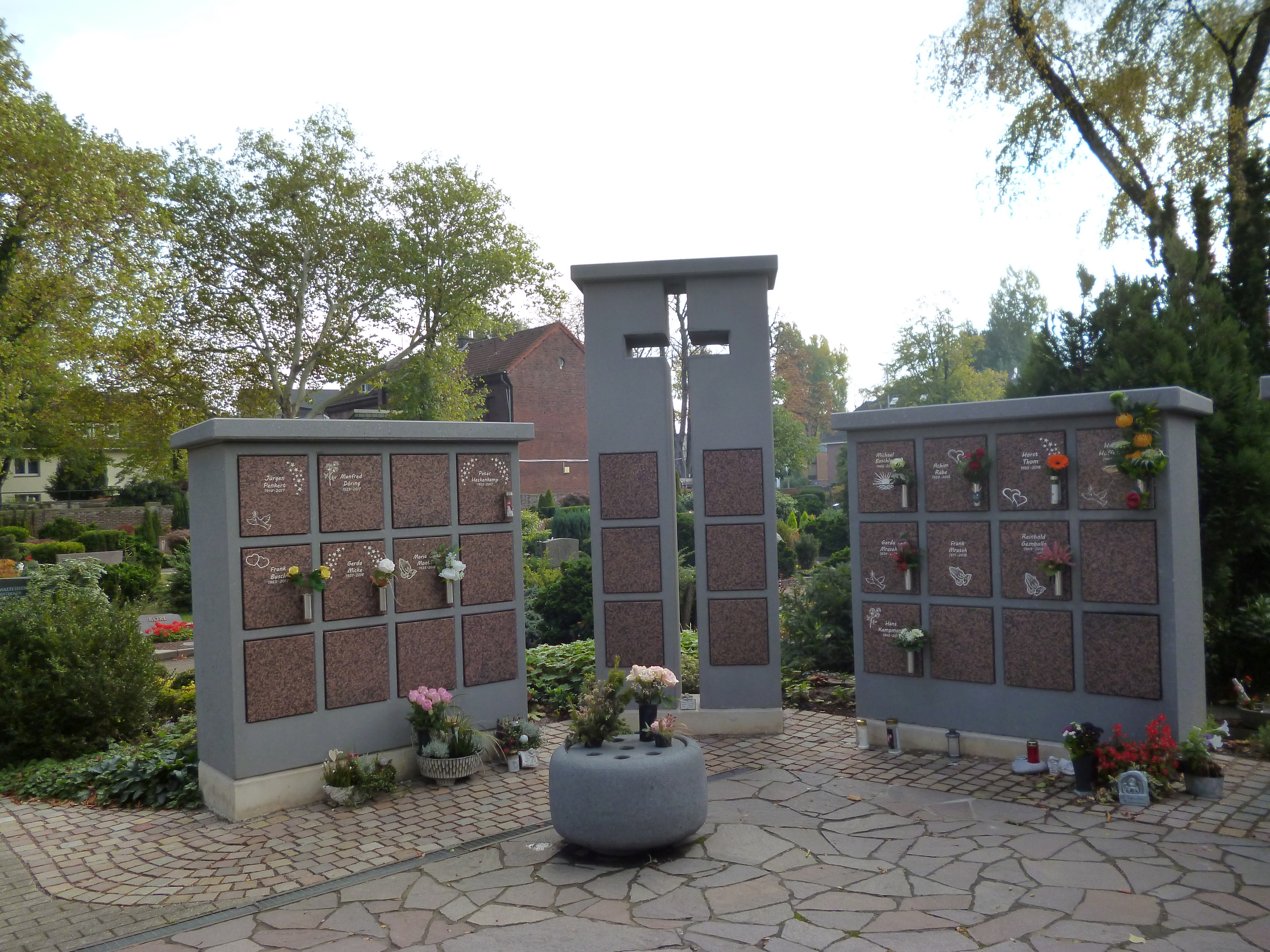
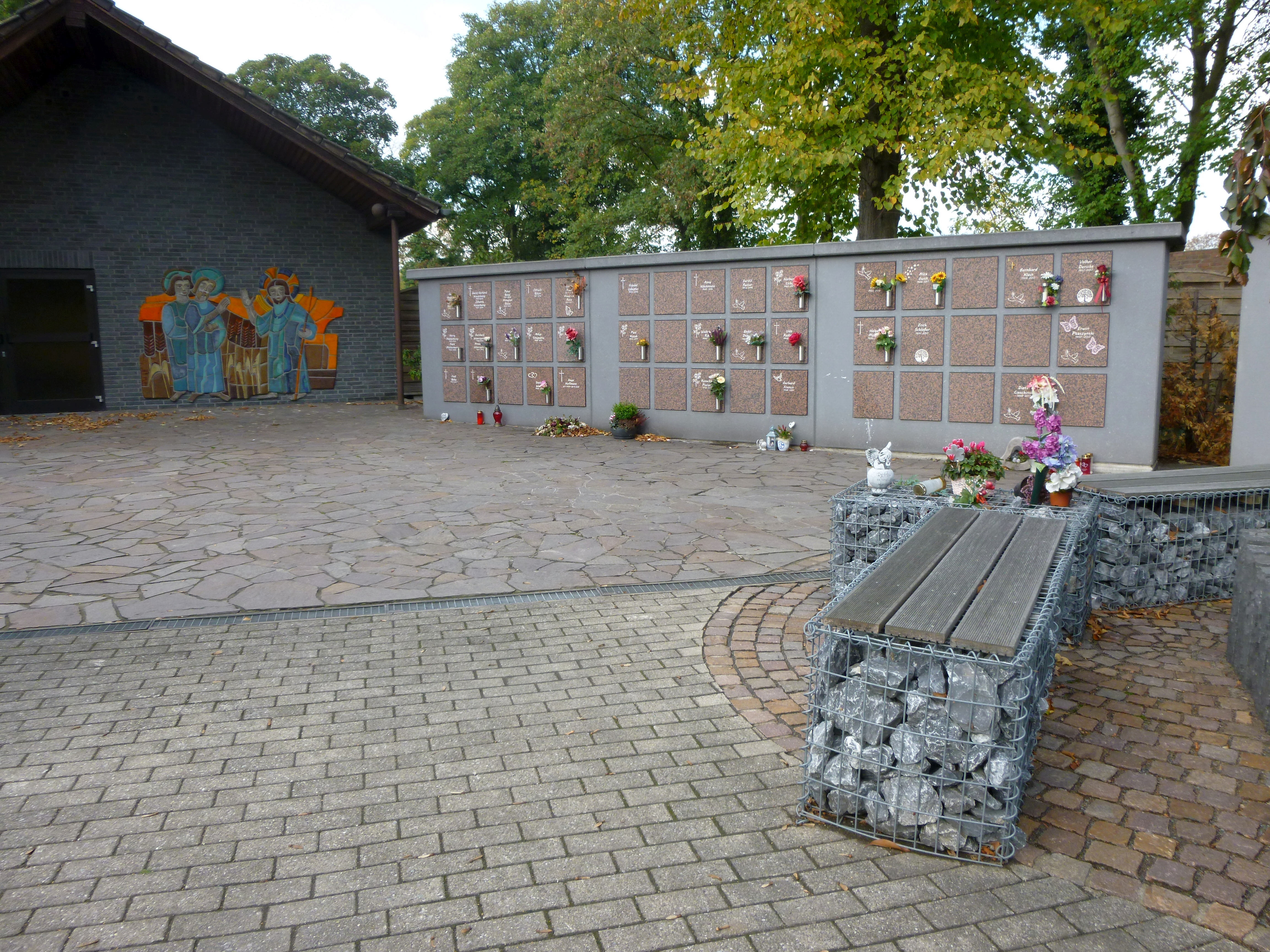
Kolumbarium
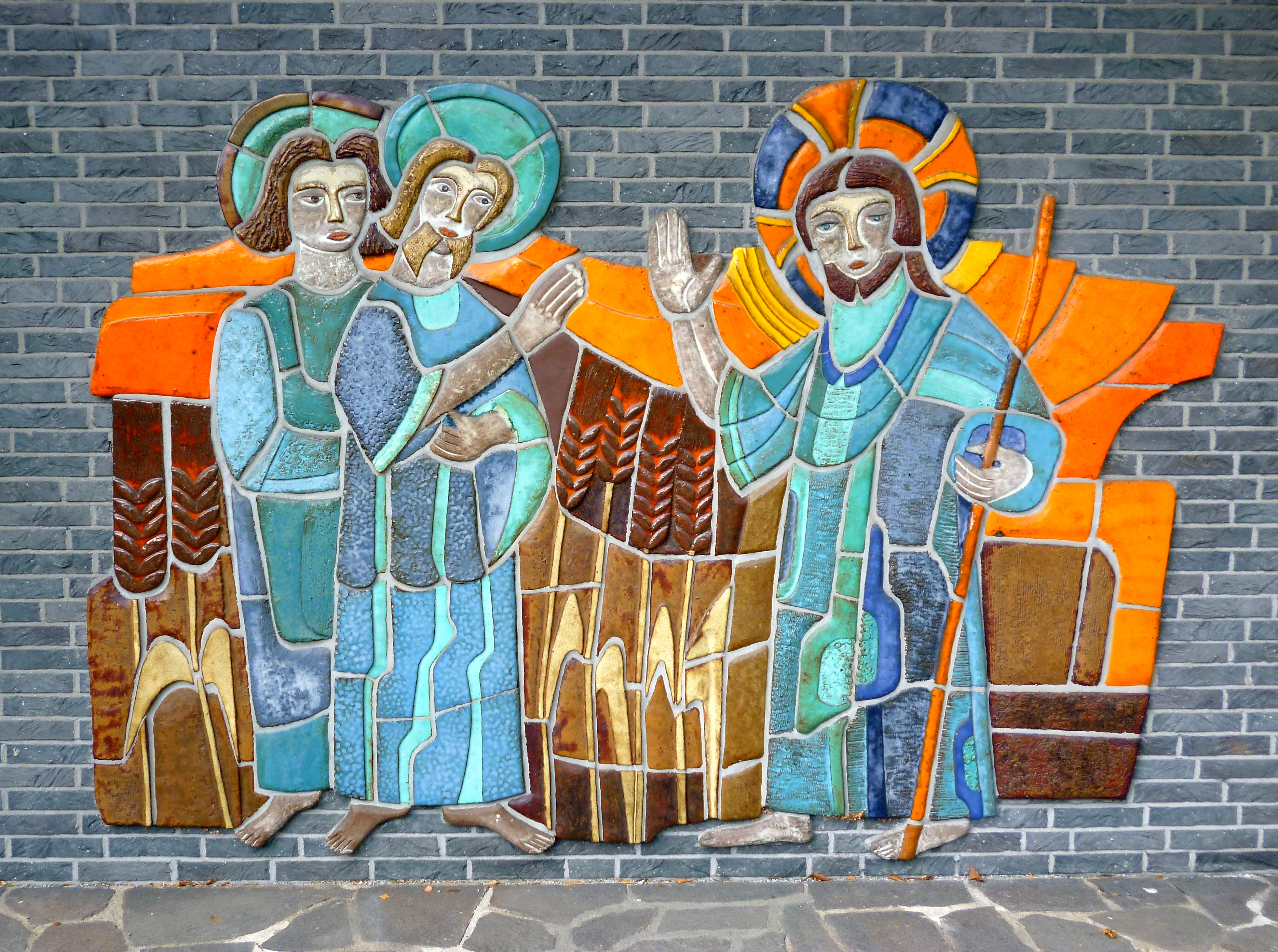
Mosaik, Aufbahrungshalle